# Трибюн Жюив дьо Грес
„Трибюн Жюив дьо Грес“ (на френски: La Tribune Juive de Grèce, в превод „Еврейска трибуна на Гърция“) е френскоезичен еврейски вестник, излизал в Солун, Гърция от 1924 година.
Вестникът става орган на основаната през април 1925 година от Бней Брит организация „Овр д'Едукасион Сосиал“, която се опитва да подобри отношенията между гърци и евреи. Целите на организацията са да гарантира запазването на добри отношения между евреи и неевреи, да пази честта на евреите и да се бори с антисемитските и социалните предразсъдъци. И организацията, и вестникът са приети враждебно от гръцкото обществено мнение.